# Cogidubnus
Cogidubnos, ou Tiberius Claudius Cogidubnus (ou Togidubnus, ou Togidumnus) était le roi du peuple celte des Regnenses, un peuple de l'île de Bretagne au Ier siècle, après la conquête romaine de l'île en 43, comme le note Tacite dans la Vie d'Agricola.
Chichester et la villa romaine voisine de Fishbourne, qui était le palais de Cogidubnos, était sur le territoire des Atrebates avant la conquête romaine. Cogidubnus était donc peut-être l'héritier de Verica, le roi des Atrebates dont la chute fut le prétexte de la conquête. Par la suite ces terres firent partie du domaine des Regnenses, sur lesquelles Cogidubnos régnait probablement auparavant. Les bains publics, l'amphithéâtre et le forum de Silchester ont dû être construits à l'époque de  Cogidubnos.

## Une inscription
On place généralement sa capitale à Noviomagus, actuelle Chichester, où l’on garde l'une des inscriptions le mentionnant : 
| | [N]EPTVNO·ET·MINERVAE TEMPLVM [PR]O·SALVTE·DO[MVS]·DIVINA[E] [EX]·AVCTORITAT[E·TI]·CLAVD· [CO]GIDVBNI·R[EG·MA]GNI·BRIT· [COLE]GIVM·FABROR·ET[·Q]VI·IN·E[O] [SVNT]·D·S·D·DONANTE·APEAM [...]ENTE PVDENTINI·FIL |
| N]eptuno et Minervae \| Templum \| pr]o salute do[mus] divinae \| ex] auctorita[te Ti.] Claud. \| Co]gidubni Reg(is) Magni Brit(anniae). \| Colle]gium fabror. et qui in e[o \| sunt] D.S.D. donante aream Clem]ente Pudentini Fil. | |

Il s'agit d'un autel à Neptune et Minerve pour le salut de la Maison Impériale, et dont la construction fut ordonnée par Cogidubnos et réalisée par le collège des fabri.

## Son nom, sa vie
Le nom Cogidubnos est « breton » (brittonique), mais son nom romain Tiberius Claudius [--]gidubnus montre qu'il reçut la citoyenneté romaine de l'empereur Claude, soit vraisemblablement à partir de 43, lors de l'invasion de la Bretagne. Cette fidélité à Rome peut être mis en rapport avec celle de Verica, roi atrébate exilé à Rome après la conquête de son royaume, peut-être par Caratacos.
Son royaume-client a pu s'étendre de Noviomagus jusqu'à Calleva Atrebatum, actuelle Silchester, au nord, et durer jusqu'aux années 80. Après cette date, le territoire en fut complètement intégré à l'Empire romain.